# Olbia Calcio 2008-2009
Questa pagina raccoglie le informazioni riguardanti l'Olbia Calcio nelle competizioni ufficiali della stagione 2008-2009.

## Rosa
| N. |                   | Ruolo | Calciatore           |
| -- | ----------------- | ----- | -------------------- |
|    | Italia (bandiera) | C     | Daniele Bordacconi   |
|    | Italia (bandiera) | D     | Daniele Bricchetti   |
|    | Italia (bandiera) | C     | Andrea Bussi         |
|    | Italia (bandiera) | C     | Riccardo Cazzola     |
|    | Italia (bandiera) | D     | Lorenzo Collacchioni |
|    | Italia (bandiera) | C     | Antonio D'Allocchio  |
|    | Italia (bandiera) | D     | Pasquale D'Aniello   |
|    | Italia (bandiera) | A     | Emilio Da Tome       |
|    | Italia (bandiera) | D     | Filippo Fedeli       |
|    | Italia (bandiera) | A     | Giuseppe Giglio      |
|    | Italia (bandiera) | C     | Mauro Gilardi        |
|    | Italia (bandiera) | A     | Giovanni Longobardi  |
|    | Italia (bandiera) | C     | David Masciantonio   |

| N. |                   | Ruolo | Calciatore         |
| -- | ----------------- | ----- | ------------------ |
|    | Italia (bandiera) | A     | Roberto Massaro    |
|    | Italia (bandiera) | C     | Spartaco Memè      |
|    | Italia (bandiera) | D     | Tommaso Movilli    |
|    | Italia (bandiera) | A     | Vincenzo Palumbo   |
|    | Italia (bandiera) | P     | Luca Davide Righi  |
|    | Italia (bandiera) | C     | Manuel Scalise     |
|    | Italia (bandiera) | A     | Daniele Simoncelli |
|    | Italia (bandiera) | C     | Giovanni Soro      |
|    | Italia (bandiera) | C     | Marco Testa        |
|    | Italia (bandiera) | D     | Pietro Varriale    |
|    | Italia (bandiera) | C     | Alessandro Volpe   |
|    | Italia (bandiera) | D     | Michele Zeoli      |